# Monoporus
Monoporus es un género de plantas    de arbustos pertenecientes a la antigua familia  Myrsinaceae, ahora subfamilia Myrsinoideae. Comprende 8 especies descritas y de estas, solo 5 aceptadas.

## Taxonomía
El género fue descrito por Alphonse Pyrame de Candolle y publicado en Annales des Sciences Naturelles; Botanique, sér. 2, 16: 78, 91, t. 3. 1841. La especie tipo es: Monoporus paludosus A. DC.

## Algunas especies aceptadas
A continuación se brinda un listado de las especies del género Monoporus aceptadas hasta noviembre de 2013, ordenadas alfabéticamente. Para cada una se indica el nombre binomial seguido del autor, abreviado según las convenciones y usos.
- Monoporus bipinnatus (Baker) Mez
- Monoporus clusiifolius H. Perrier
- Monoporus floribundus (Roem. & Schult.) Mez
- Monoporus myrianthus (Baker) Mez
- Monoporus paludosus A. DC.